# Élection présidentielle libérienne de 1869
L'élection présidentielle libérienne se déroule en mai 1869. Le président sortant, James Spriggs Payne, du parti républicain, est battu par le candidat du True Whig party, Edward James Roye.

## Résultat
James Spriggs Payne, président sortant et candidat du parti républicain, est battu par Edward James Roye, fondateur du True Whig party. C'est la première fois qu'un candidat du parti républicain perd une élection. 